# DGC Records
DGC Records (скорочено від David Geffen Company) — американський лейбл, що належить Universal Music Group, останнім часом працює як допоміжний лейбл Interscope Records. Він почав свою діяльність в 1990 році як дочірня компанія Geffen Records, що належив Warner Bros. Records. В 1991 був куплений MCA Music Entertainment Group.
На цей момент, найбільш продаваним альбомом, випущеним лейблом є Nevermind (1991) гурту Nirvana. У всьому світі було продано 25 мільйонів копій, в тому числі 10 мільйонів в США.